# Klangfärg
Klangfärg, även timbre, är den specifika karaktären hos en ton, ett musikinstrument, eller en människoröst som utgörs av sammansättningen av de olika medklingande övertonerna. Klangfärgen påverkas framförallt av antalet, styrkan och frekvensen av de övertoner som tillsammans med grundtonen bildar klangen, men även av till exempel tonansatsen och formanterna. Ju högre och starkare deltoner, desto skarpare klangfärg. 

## Vokalkvalitet

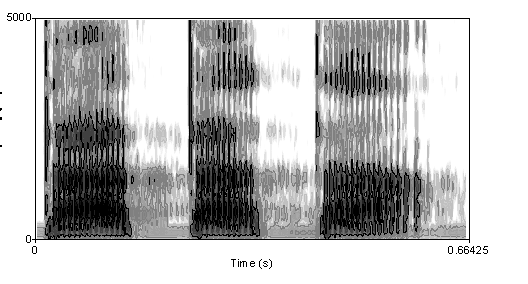
I ett spektrogram kan man se formanterna i olika vokaler. Här en manlig talare som säger [tatata]. De mörkare partierna i spektrogrammet är de klangfulla a-ljuden.

När det gäller klangfärgen hos vokaler används även synonymen vokalkvalitet. Akustiskt sett består alla språkljud av klanger, brus och tystnader. Vokalerna består av ett flertal klanger jämförbara med ett ackord på ett instrument. De allra klangfullaste ljuden är just vokalerna.